# Ryder Dodd
Ryder Dodd (Long Beach, 19 de janeiro de 2006) é um jogador de polo aquático estadunidense.

## Carreira
Dodd cursou o ensino médio em San Juan Capistrano até 2024. A partir de 2024 ele estudará na Universidade da Califórnia em Los Angeles, e jogará em seu time esportivo.
Ryder Dodd fez sua estreia na seleção nacional em 2023 e na época atuou nas seleções juvenis, júnior e adulta. Com a equipe júnior, ele ficou em terceiro lugar no Campeonato Mundial Júnior em 2023. No mesmo ano ficou em sétimo lugar com a seleção nacional na Copa do Mundo de 2023. A seleção norte-americana venceu à frente dos brasileiros nos Jogos Pan-Americanos de 2023. Ryder Dodd marcou oito gols nas quartas de final e três gols nas semifinais. Em 2024, a seleção norte-americana só alcançou a nona colocação na Copa do Mundo de 2024.
Nos Jogos Olímpicos de Verão de 2024, em Paris, conquistou a medalha de bronze no torneio masculino do polo aquático, após vencer confronto contra a equipe húngara por 11–8 na disputa pelo terceiro lugar.